# Esham
Esham (* 20. September 1973 als Rashaam Attica Smith in Long Island, New York) ist ein Rapper aus Detroit, Michigan. Esham (kurz für East Side Hoes and Money) ist auch bekannt unter dem Pseudonym The Unholy.

## Biografie
Esham veröffentlichte 1989 mit sechzehn Jahren sein erstes Album Boomin’ Words from Hell. Anfang der 90er Jahre mischte er Rap mit Heavy-Metal-Elementen, er gilt als der Erfinder des Acid Rap.
Er ist Mitbegründer der mittlerweile aufgelösten Acid-Rap-Gruppe NATAS (kurz für Nation Ahead of Time and Space). Vor allem ältere Texte Eshams zeichnen sich durch stark blasphemische Inhalte und eine überaus lebensverneinende Grundhaltung aus.
Ab 1995 war er an verschiedenen Soundtracks beteiligt, unter anderem mit dem Titel Hot Booty am Soundtrack zum Film Bulworth mit Halle Berry.
Eshams betreibt mit seinem Bruder James H. Smith seit 1990 ein Label mit dem Namen Reel Life Productions.

## Diskografie
- 1989: Boomin Words from Hell
- 1991: Erotic Poetry EP
- 1991: Homey Don’t Play EP
- 1992: Judgement Day Vol.1
- 1992: Judgement Day Vol.2
- 1993: Helterskkkelter EP
- 1993: KKKill the Fetus
- 1994: Maggot Brain Theory EP
- 1994: Closed Casket
- 1996: Dead Flowerz
- 1996: Detroit Dogshit
- 1997: Bruce Wayne: Gothom City
- 1999: Mail Dominance
- 2000: Bootleg (From the Lost Vault) Vol. 1 Compilation
- 2001: Tongues
- 2002: Acid Rain
- 2003: Repentance
- 2005: A-1 Yola
- 2008: The Butcher Shop Compilation
- 2008: Sacrificial Lambz
- 2009: I Ain’t Cha Homey
- 2009: Hellaween: Pure Horror
- 2010: Suspended Animation